# West Drayton

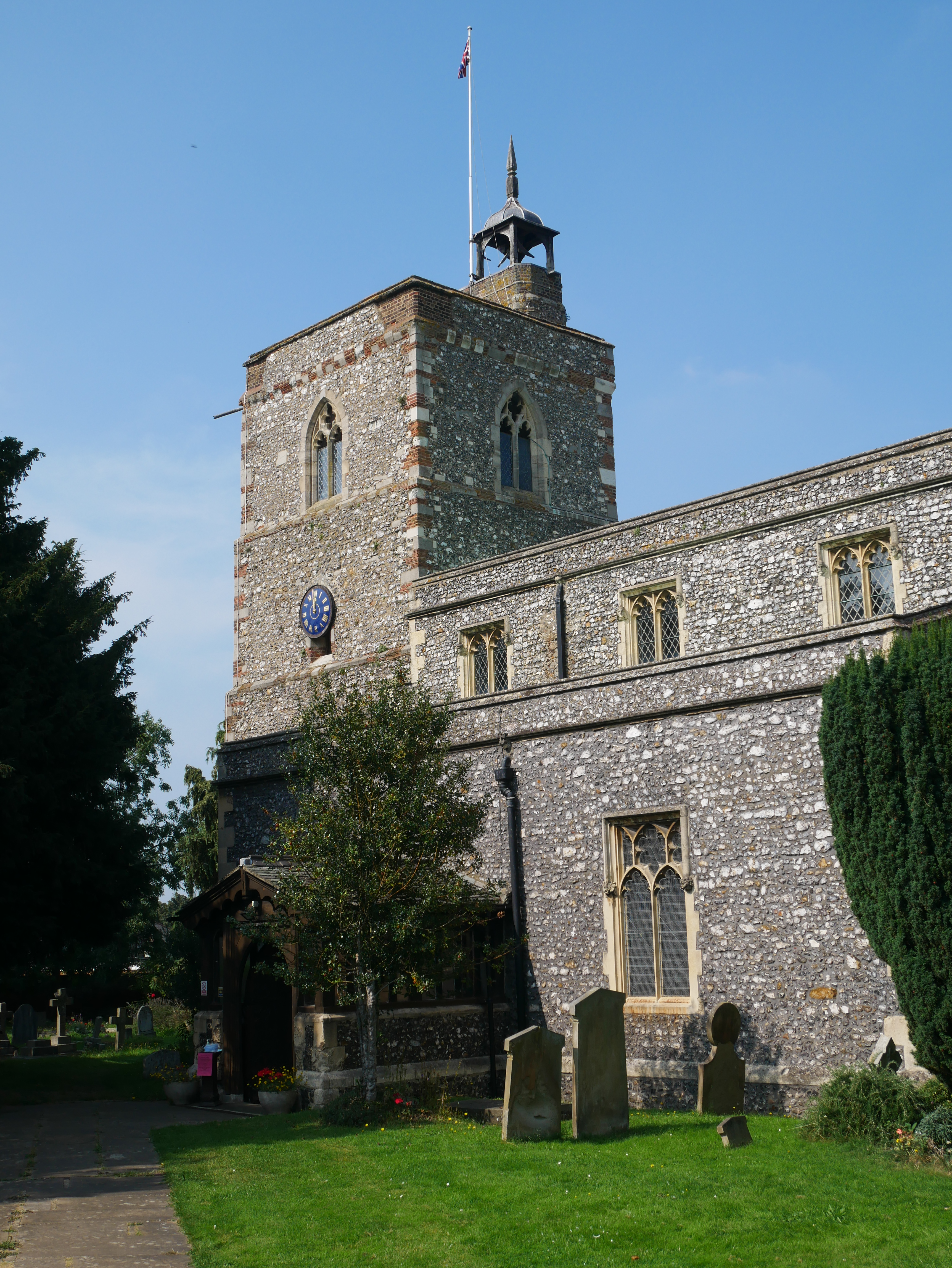
Südseite der St Martin’s Church aus dem 13. Jahrhundert (2021)

West Drayton ist ein Londoner Vorort weit im Westen der britischen Hauptstadt im 
Borough of Hillingdon gelegen.
Früher war es eine eigenständige Gemeinde in der Grafschaft Middlesex, bevor es im Jahr 1965 ein Teil von Greater London wurde. In unmittelbarer Nähe, nur etwa 3 km südlich, liegt der Flughafen Heathrow.

## Namensursprung
Der Name Drayton stammt ab vom altenglischen dræg mit der Bedeutung „Schlepp“ oder „Transport“ sowie tūn, das Bauernhof bedeutet.

## Geschichte

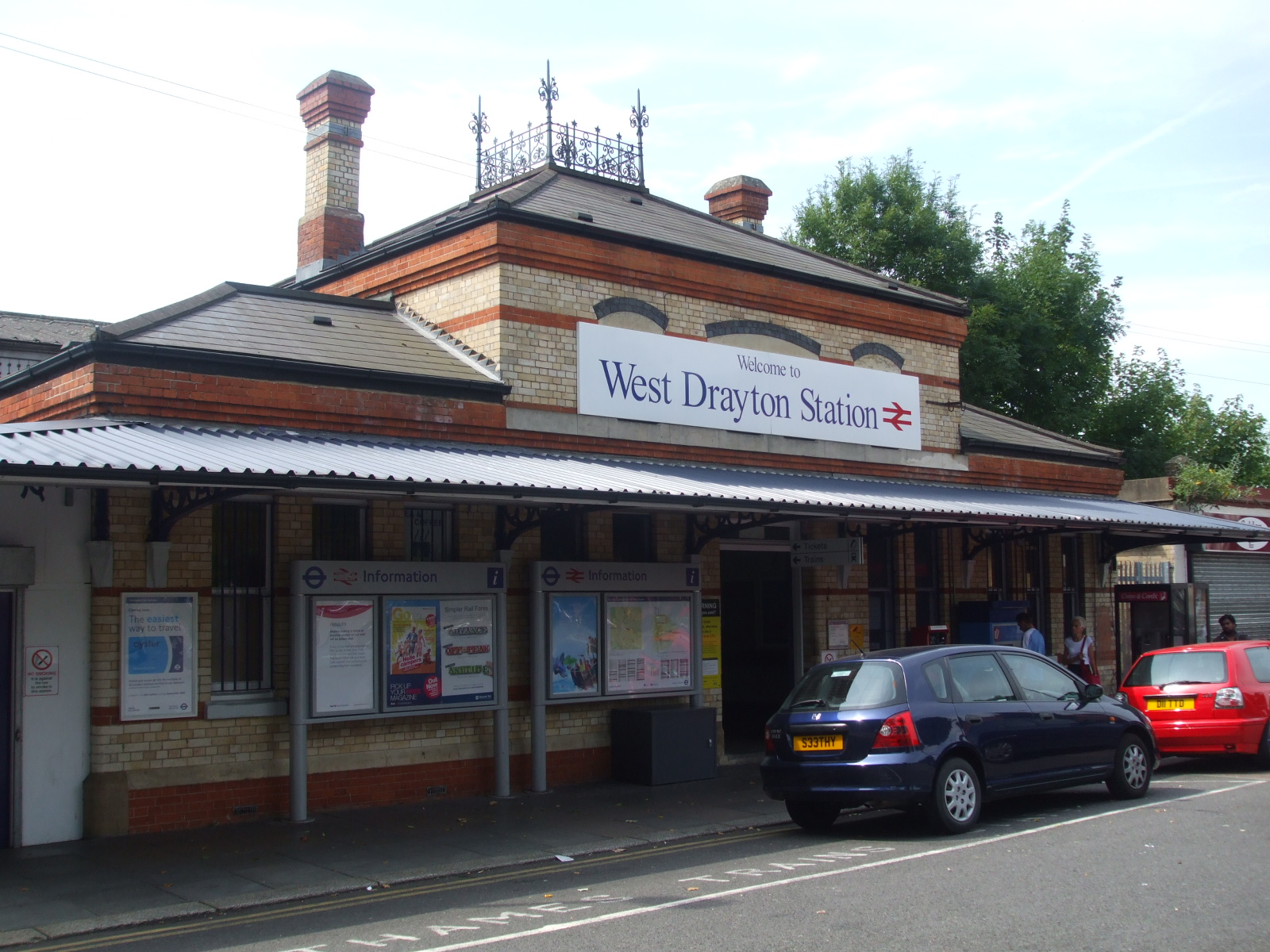
Haupteingang des Bahnhofs von West Drayton (2008)

West Drayton war jahrhundertelang eine kleine landwirtschaftliche Siedlung in Middlesex. Dies änderte sich mit der Eröffnung des Grand-Junction-Kanals, heute der Grand-Union-Kanal. Dessen Bau begann 1793 in Birmingham und erreichte kurz darauf West Drayton, was großen Einfluss auf ihre Bedeutung und die wirtschaftliche Entwicklung hatte.
West Drayton liegt mitten zwischen Reading im Westen und dem Londoner Bahnhof Paddington im Osten. In beide Richtungen beträgt die Entfernung rund 20 km. Im Jahr 1838 wurde West Drayton über eine Eisenbahnlinie der Great Western Railway mit Paddington verbunden. Zugleich wurde parallel zur Eisenbahntrasse eine der ersten betriebssicheren elektrischen Telegrafenlinien der Welt errichtet. Hierzu diente der erst ein Jahr zuvor von William Cooke (1806–1879) und Charles Wheatstone (1802–1875) patentierte Fünfnadeltelegraf.
Heute ist die West Drayton Station einer der Bahnhöfe der Crossrail, deren moderne Elizabeth Line nun Reading mit London verbindet.